# Закшув-Котовице
Закшув-Котовице (пол. Zakrzów Kotowice) — остановочный пункт железной дороги (платформа пассажирская) в селе Котовице (пол. Kotowice), в гмине Сехнице, в Нижнесилезском воеводстве Польши. Имеет 1 платформу и 1 путь.
Остановочный пункт на железнодорожной линии Ополе-Грошовице — Ельч-Лясковице — Вроцлав-Брохув Пассажирская, построен в 1909 году, когда эта территория была в составе Германской империи.

## Галерея

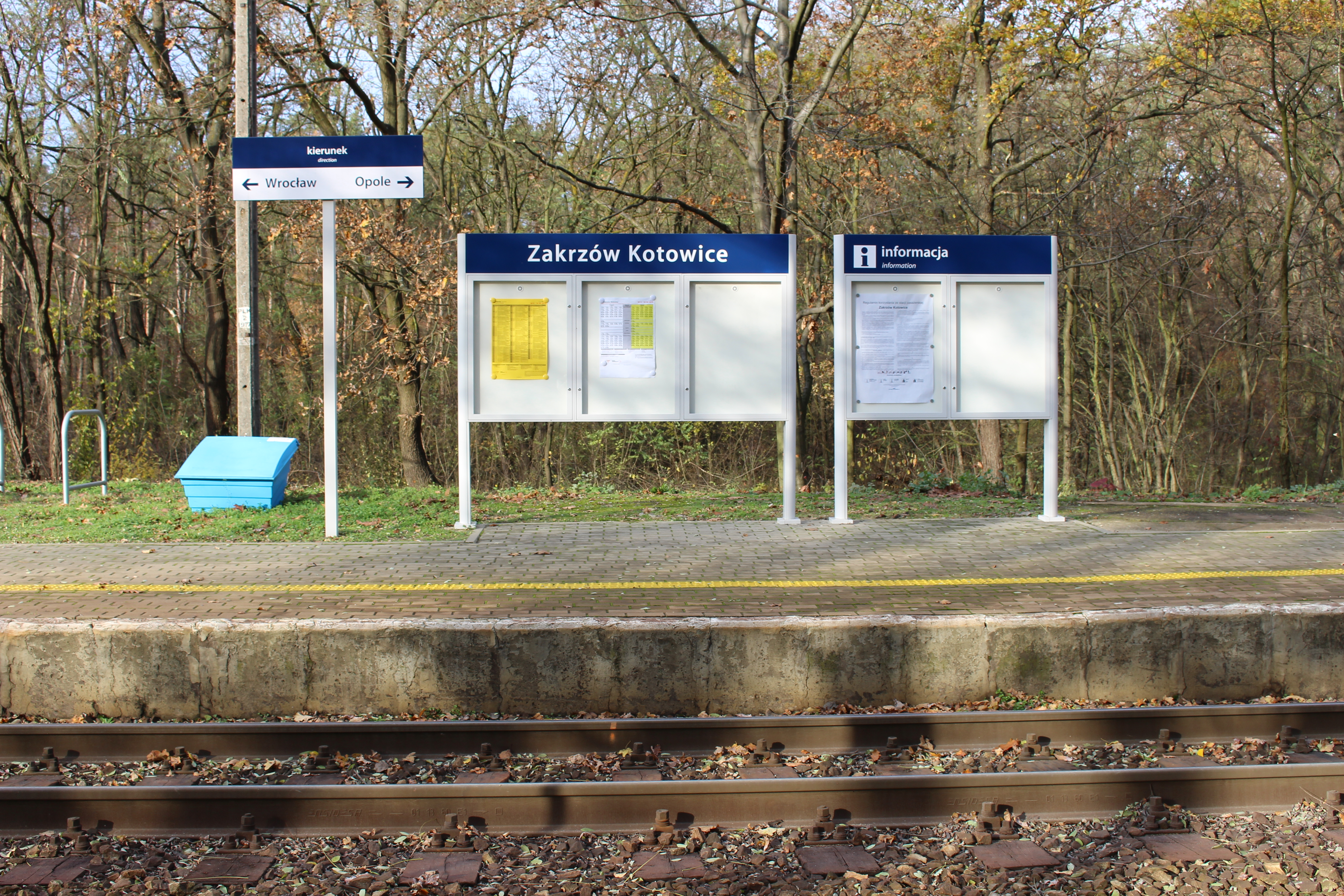
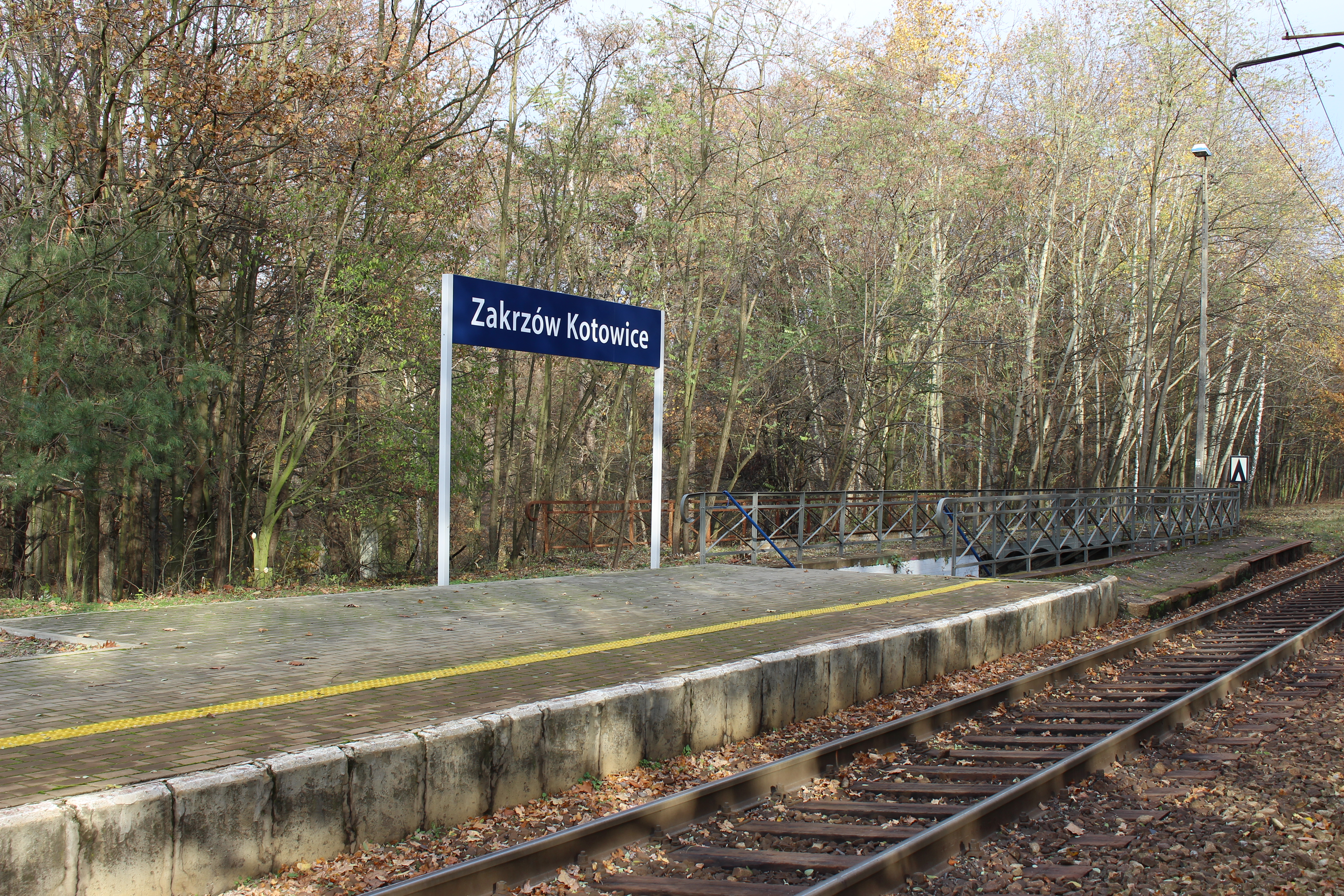
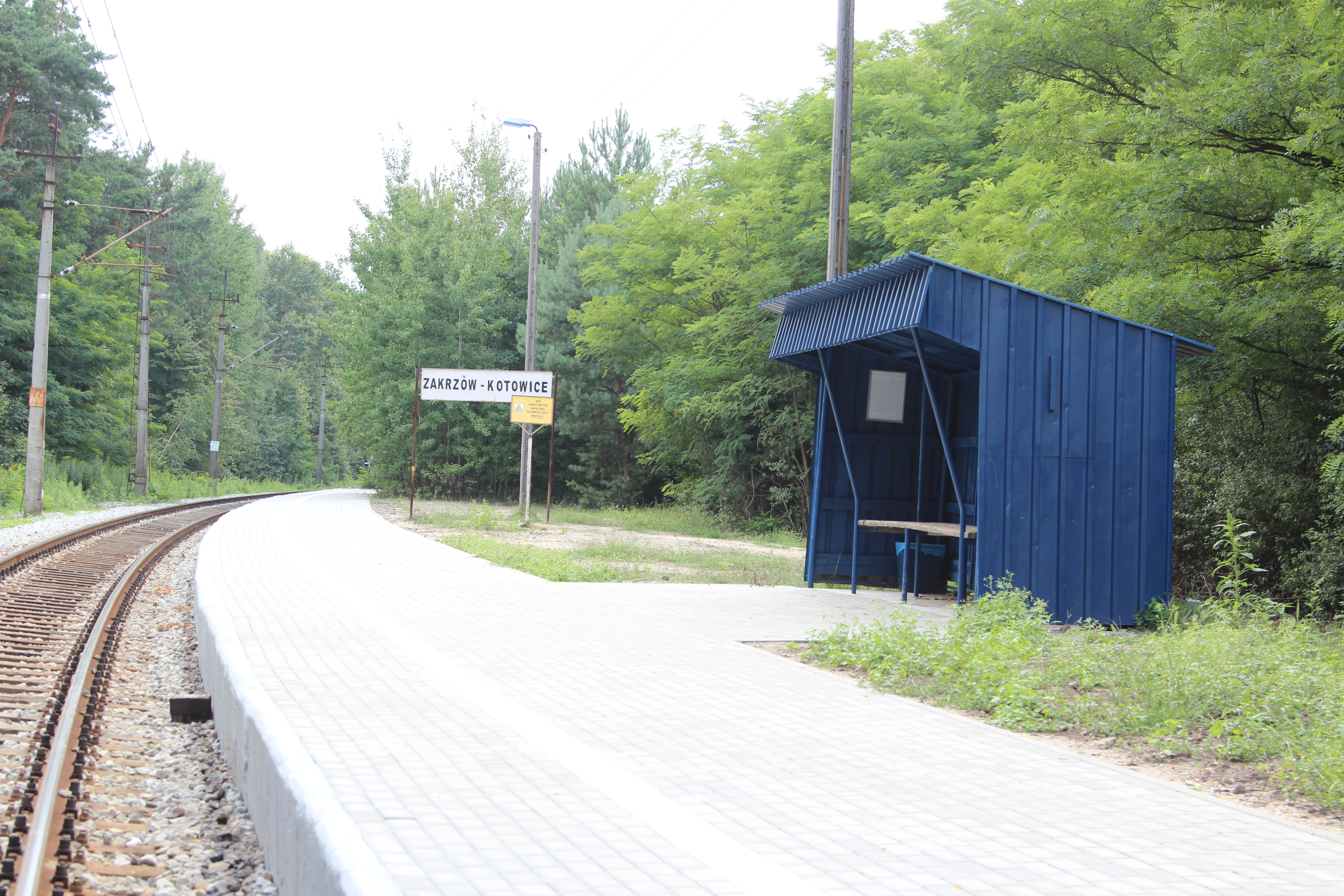
Станция Закшув-Котовице в августе 2013 года